# دنتسویل (کارولینای جنوبی)
دنتسویل(به انگلیسی: Dentsville) شهری در ایالت کارولینای جنوبی کشور ایالات متحده آمریکا است که جمعیت آن در سرشماری سال ۲۰۱۰ میلادی، ۱۴٬۰۶۲ نفر بوده‌است.

## جغرافیا
دنتسویل در34°4′31″N 80°57′19″W قرار دارد.